# Eupithecia horrida
Eupithecia horrida là một loài bướm đêm trong họ Geometridae.